# Taelayag Spanish Bridge
Die Taelayag Spanish Bridge oder Taelayag Tolai Acho ist eine historische Steinbrücke in Guam, einem Außengebiet der Vereinigten Staaten.

## Architektur
Die steinerne Bogenbrücke wurde zwischen 1866 und 1898 erbaut und war ursprünglich ein Verbindungsstück der Küstenstraße zwischen Agat und Umatac über den Taelayag Stream. Sie steht etwa 550 m südwestlich des heutigen Guam Highway 2. Die Brücke ist eine Einbogenbrücke mit einer Spannweite von 2,69 m und einer Gesamtlänge von 8,46 m. Diese Brücke wurde wie die meisten Brücken der spanischen Herrschaftszeit um 1917 aus dem Dienst gesetzt.
Die Brücke wurde 1974 in das National Register of Historic Places aufgenommen.